# شون اوبراين
شون اوبراين (بالإنجليزية: Shaun O'Brien) (و. 1969  م) هو راكب دراجة هوائية أسترالي، ولد في أستراليا، شارك في الألعاب الأولمبية الصيفية 1992.

## روابط خارجية
- شون اوبراين على موقع أرشيف الدراجات (الإنجليزية)
- شون اوبراين على موقع أوليمبيديا (الإنجليزية)
- شون اوبراين على موقع اللجنة الأولمبية الأسترالية (الإنجليزية)